# مکس بریونگ
مکس بریونگ (انگلیسی: Max Breunig; ۱۲ نوامبر ۱۸۸۸ – ۴ ژوئیهٔ ۱۹۶۱) بازیکن فوتبال اهل آلمان بود.
از باشگاه‌هایی که در آن بازی کرده‌است می‌توان به باشگاه فوتبال کارلسروهه اف‌وی اشاره کرد.
وی همچنین در تیم ملی فوتبال آلمان بازی کرده‌است.